# Me 209 (航空機)

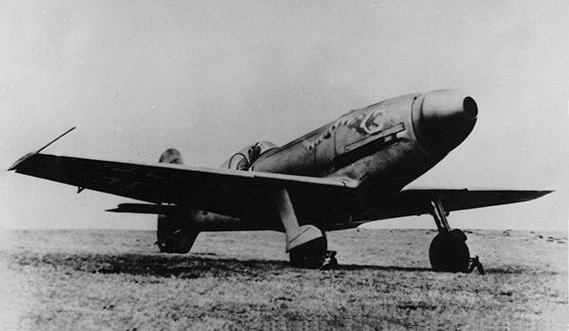
Me 209 V4

メッサーシュミットMe 209 は第二次世界大戦時にドイツで試作された、単発プロペラの高速記録機/戦闘機である。高速記録機とそれを戦闘機化したV1からV4までのMe209と、Bf109の後継機として全く異なった設計で開発されたV5からV7までのMe209 II が試作されたが、結局どちらのタイプも実用化されずに開発は中止になった。

## V1からV4まで

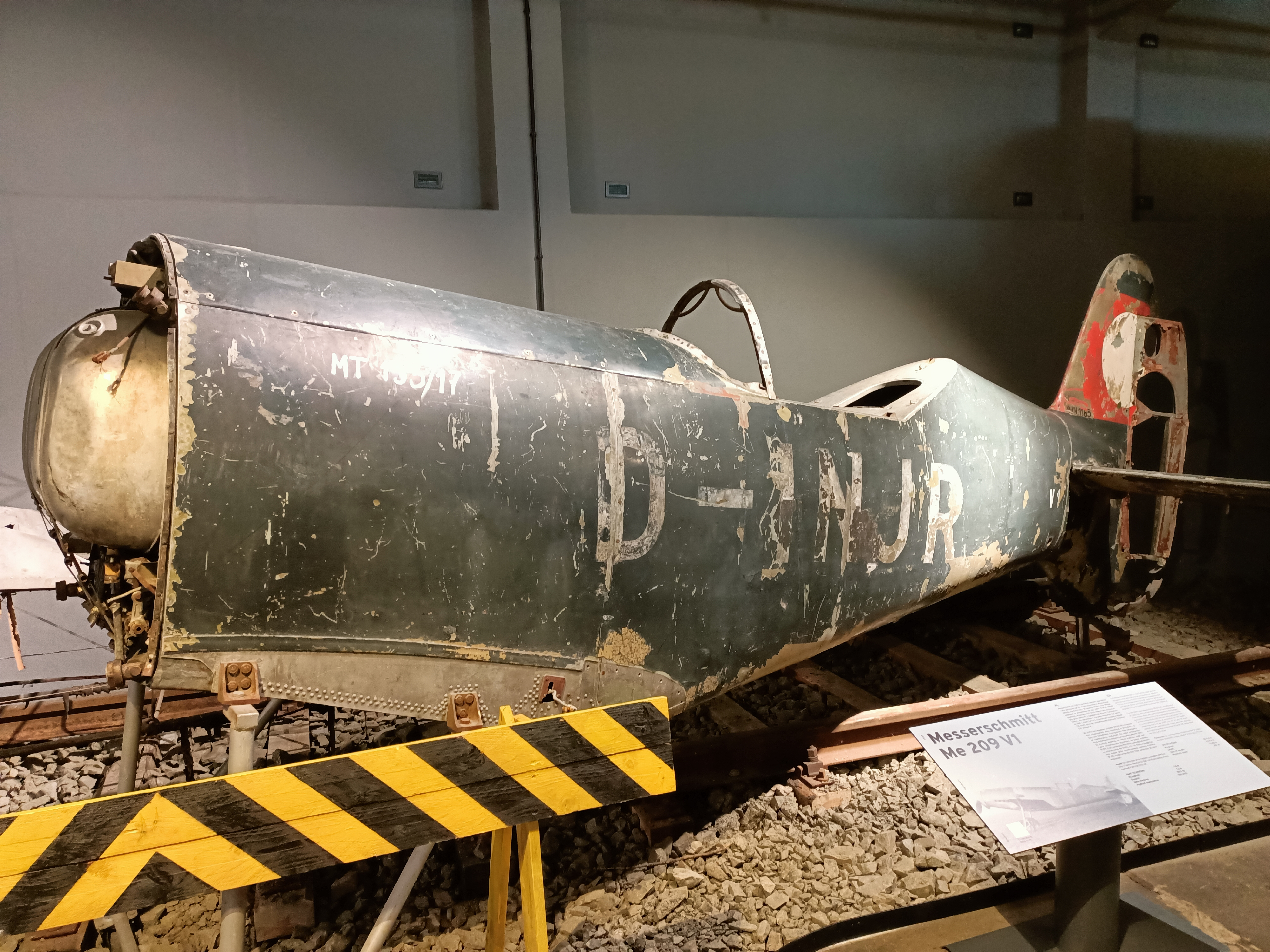
クラクフに現存するMe 209 V1の胴体

メッサーシュミット社は1937年から世界速度記録を樹立させる計画を開始したが、これに対してドイツ航空省はMe209の制式名称を与えた。試作第1号機V1は1938年8月1日に、第2号機V2は1939年2月8日に初飛行を行った。
開発された機体はDB601Aエンジンを速度記録用に特別にチューンアップしたDB 601ARJエンジンを搭載した。このエンジンは、瞬間的に2300hpの出力を出すことができたが、初飛行時には完成が間に合わずDB 601Aエンジンで飛行が行なわれた。機体は、全長、全幅とも10mに満たないコンパクトさで、出来るだけ空気抵抗を減らすよう成型されていた。また空気抵抗を嫌い、エンジン冷却は主翼外板での表面冷却方式をとった。この方式のため大量に冷却水を搭載せねばならず、エンジンの稼動時間はわずか30分程であった。
1938年4月26日にDB 601ARJエンジンに換装したV1は直線飛行の速度記録に挑戦し、それまでにHe100が記録していたレシプロ陸上機の速度記録を更新する755.13km/hを記録した。この記録は、公式には30年間破られなかった。なおV1は宣伝省によりMe109Rと名付けられ、諸外国にBf109を過大評価させる偽装工作に利用された。
驚異的な速度性能に喜んだ空軍は試作3号機V3のテストを継続する一方で、この高速記録機の戦闘機化を命じた。これに従って製作された4号機V4はDB 601Aエンジンを搭載し、トラブルの多い表面冷却をやめ主翼下面に通常型のラジエーターを備え1939年に初飛行した。しかし、元が速度一辺倒で設計された機体だけに実用機として使用するには問題が多く、肝心の速度性能も機体の改修や武装によって機体重量が増加したためBf109Eを下回るまでになった。そのため今後改善の見込みがないとされ、開発計画は中止となった。試作2号機V2は冷却機の不調が原因で1939年4月4日に墜落している。

## V5からV7（A1、A2、H）

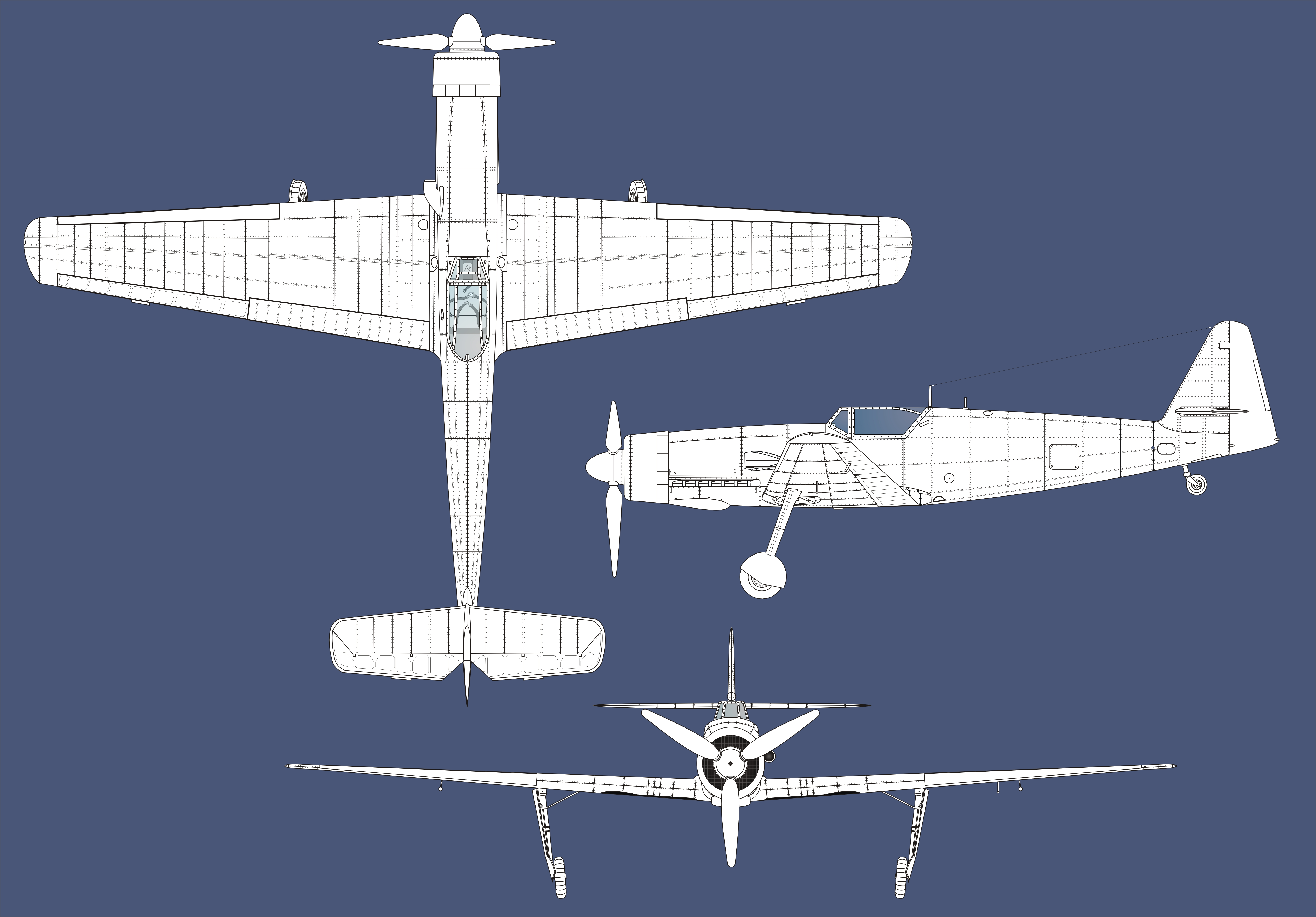
Me 209 V5の三面図

Bf109の後継機として開発したMe309が失敗に終わったことから、メッサーシュミット社では1943年の中頃から新たなBf109の後継機の開発を開始した。この機体にはMe209 II の制式名が与えられ、試作第1号機はMe209V5と命名されたが、速度記録機であったV1からV4までとはまったく別の機体であった。
V5はエンジンはDB603Aに環状ラジエーターを組み合わせたものをBf109G型の胴体に装備し、主翼はBf109より延長して高高度性能を向上させた。また、主脚は内側に引き込む形をとった。機体部品はBf109と65%共通化し、開発期間の短縮を図っていたが、方向安定不良による尾翼の改修や重心位置修正の為に主翼取り付け位置の変更等、改修を繰り返した結果ほとんど共通性が無くなってしまった。V5は1943年11月に初飛行しその後DB 603Gにエンジンが換装され性能試験に供されたが、最高速度は669km/hにとどまり、航空省はBf109の生産ラインを切り替えてまで量産する価値は無いとの決定を下し1944年4月開発中止となる。その後連合国軍の空爆によって破壊されてしまった。
1943年末に完成したV6は、ドイツ航空省からの指示によりJumo213エンジンを搭載し1944年4月に初飛行した。V7は、DB628エンジンの開発が遅れてしまい、代わりにDB603Gエンジンを搭載した形で1944年6月に初飛行した。

## 諸元
V1
- 全長： 7.2 m
- 全幅： 7.8 m
- 主翼面積： 10.6 m2
- 全備重量： 2,200 kg
- エンジン：ダイムラー・ベンツDB601ARJ 離昇1,800 hp
- 最高速度：738 km/h
- 乗員 1名

V5
- 全長：9.74 m
- 全幅：10.95 m
- 全高：4.00 m
- 翼面積：17.2 m2
- 空虚重量：3,339 kg
- 最大離陸重量：4,085 kg
- エンジン：ダイムラー・ベンツDB 603G 1,900 hp
- 最大速度：678 km/h
- 航続距離：480 km/h
- 実用上限高度：12,000 m
- 武装
  - 13mmMG 131 機関銃機関銃×2
  - 30mmMK 108機関砲×1
- 乗員 1名

## 現存する機体
| 型名              | 番号        | 機体写真 | 所在地                      | 所有者                             | 公開状況 | 状態     | 備考 |
| ----------------- | ----------- | -------- | --------------------------- | ---------------------------------- | -------- | -------- | ---- |
| Me 209V-1         | D-INJR 1185 |          | ポーランド マウォポルスカ県 | クラクフ・ポーランド航空博物館     | 公開     | 静態展示 |      |
| Me 209V-1レプリカ |             |          | ドイツ ニーダーザクセン州   | ハノーファー＝ラアツェン航空博物館 | 公開     | 静態展示 |      |